# Charles Bouhier
Pour les articles homonymes, voir Bouhier.
Charles Bouhier (1833-1914) est avoué et maire d'Angers.
Charles Bouhier assuma la charge d'avoué honoraire au barreau d'Angers.
Il était marié à Aline-Émilie Duclos.
Il fut élu maire d'Angers à la tête d'une liste de Républicains, le 21 mai 1900 et succéda à Jean Joxé. Il accomplit son mandat de premier magistrat de la ville jusqu'au 8 mai 1904. Jean Joxé retrouva son siège de maire après les élections municipales.
Il est mort à Angers le 13 novembre 1914.